# Paltin (okręg Braszów)
Paltin – wieś w Rumunii, w okręgu Braszów, w gminie Șinca Nouă. W 2011 roku liczyła 273 mieszkańców.